# Chaetostoma lepturum
Chaetostoma lepturum är en fiskart som beskrevs av Regan 1912. Chaetostoma lepturum ingår i släktet Chaetostoma och familjen Loricariidae. Inga underarter finns listade i Catalogue of Life.